# 1. FSV Mainz 05
Az 1. FSV Mainz 05 a németországi Mainz város egyik labdarúgócsapata.

## Történet

### Korai évek
1903-ban már próbálkoztak sikertelenül egy labdarúgócsapat megalapításával Mainzban. Két évvel később 1. Mainzer Fussballclub Hassia 1905 néven jött létre a mai csapat jogelődje. Az új csapat Dél-német Ligában játszott. Pár év múlva egyesült az FC Hermannia 07-tel (régi nevén Mainzer TV 1817), aminek eredményeképpen jött létre az 1. Mainzer Fussballverein Hassia 05 elnevezésű klub. 1912 augusztusában elhagyta a nevéből a "Hassia"-t.
Az első világháború után, 1919-ben újabb egyesítés történt, ekkor a Sportverein 1908 Mainz olvadt be. A klub új neve 1. Mainzer Fußball- und Sportverein 05 lett.
Ezen időszakban számos regionális bajnoki címet nyert, amikor 1921-ben beindult a nemzeti bajnokság sikeresen kvalifikálta magát a sorozatba.

### AHarmadik Birodaloméveiben
A késői húszas- és a korai harmincas években értékes eredményeket ért el Majna/Hessen Körzeti Liga Hesseni csoportjában, köztük két első helyet 1932-ben és 1933-ban. Ezek alapján az eredmények alapján jogot nyert arra, hogy újraszervezett bajnokságban a Gauliga délnyugati csoportjában induljon, ahonnan az első évükben rögtön kiestek.
1938-ban felső nyomása egyesültek a Reichsbahn SV Mainz-cal és a második világháború végéig Reichsbahn SV Mainz 05 néven szerepeltek.

### Út a Bundesligáig
A csapat 2002-ben és 2003-ban is nagyon közel állt a feljutáshoz. Utóbbi alkalommal eggyel rosszabb gólkülönbségük miatt nem jutottak fel. A rivális Eintracht Frankfurt az utolsó pillanatban szerzett góllal jutott fel a német labdarúgó-bajnokság legmagasabb osztályába. Egy évvel később azonban sikerült felkerülniük, megelőzve az Energie Cottbust.

### Liftezés a Bundesliga és a másodosztály között
A 2005–06-os bajnokság során a középmezőnyben (11. helyen) végzett a Mainz, ám a látszólag magabiztos bennmaradás közel sem volt olyan egyértelmű. (a kieső helyektől mindössze 5 pont választotta el a csapatot) A következő szezonban azonban leesett az eddig csak rezgő léc, mivel a gárda mindössze 8 megnyert meccsel, a 16. helyen végzett a 18 csapatos bajnokságban, ezzel véget vetve a három évig tartó Bundesliga tagságuknak.
A 2007/08-as évadot így a Bundesliga 2-ben kezdte a csapat, és egy rendkívül izgalmas hajrá után a szurkolók körében csalódást jelentő negyedik pozíciót szerezték csak meg, így nem sikerült az azonnali visszajutás.
Ami nem sikerült akkor, az sikerült a 2008/09-es bajnokságban, ahol a Mainz végül a bajnok SC Freiburg mögött a második helyen zárt, így két év másodvonalbeli szereplés után a 2009/10-es évadot újra a legjobbak között kezdhette.

### Újra a legjobbak közt
A vezetők célja a biztos bennmaradás kiharcolása a Bundesligában, ennek szellemében a csapat - 7 távozó mellett - 8 új játékossal erősödött eddig. A két legnagyobb fogás kétségtelenül a Panathinaikósztól érkező, az "osztrák Beckhamnek" tartott Ivanschitz, valamint a legutóbb a spanyol Getaféban szereplő, német U-21-es válogatott Eugen Polanski. Most már Szalai Ádámmal a keretükben, aki a Real Madrid Castillából érkezett kölcsönbe.

## Jelenlegi keret
Utolsó módosítás: 2022. február 12.
A vastaggal jelzett játékosok felnőtt válogatottsággal rendelkeznek.
A dőlttel jelzett játékosok kölcsönben szerepelnek a klubnál.
| Mezszám                | Név                | Nemzetiség | Születési hely            | Születési idő (kor)            | Korábbi csapat           | Érték (€)  | Szerződés lejárta |
| Kapusok                | Kapusok            | Kapusok    | Kapusok                   | Kapusok                        | Kapusok                  | Kapusok    | Kapusok           |
| ---------------------- | ------------------ | ---------- | ------------------------- | ------------------------------ | ------------------------ | ---------- | ----------------- |
| 1                      | Finn Dahmen        | GER · ENG  | Wiesbaden                 | 1998. március 27. (26 éves)    | Utánpótlásból került fel | 2 000 000  | 2023.06.30.       |
| 27                     | Robin Zentner      | GER        | Rüdesheim am Rhein        | 1994. október 28. (30 éves)    | Holstein Kiel            | 5 000 000  | 2023.06.30.       |
| 32                     | Lasse Rieß         | GER        | Nieder-Olm                | 2001. július 27. (23 éves)     | Utánpótlásból került fel | 200 000    | Nem publikus      |
| Védők                  |                    |            |                           |                                |                          |            |                   |
| 3                      | Aarón Martín       | SPA        | Montmeló                  | 1997. április 22. (27 éves)    | RC Celta de Vigo         | 5 000 000  | 2023.06.30.       |
| 4                      | Jeremiah St. Juste | NED · KNA  | Groningen                 | 1996. október 19. (28 éves)    | Feyenoord                | 16 000 000 | 2023.06.30.       |
| 16                     | Stefan Bell        | GER        | Andernach                 | 1991. augusztus 24. (33 éves)  | Eintracht Frankfurt      | 2 500 000  | 2023.06.30.       |
| 18                     | Daniel Brosinski   | GER        | Karlsruhe                 | 1988. július 17. (36 éves)     | SpVgg Greuther Fürth     | 600 000    | 2022.06.30.       |
| 19                     | Moussa Niakhaté    | FRA · SEN  | Roubaix                   | 1996. március 8. (29 éves)     | FC Metz                  | 18 000 000 | 2023.06.30.       |
| 23                     | Anderson Lucoqui   | GER · ANG  | Zweibrücken               | 1997. július 6. (27 éves)      | Arminia Bielefeld        | 2 500 000  | 2024.06.30.       |
| 30                     | Silvan Widmer      | SWI        | Aarau                     | 1993. március 5. (32 éves)     | FC Basel                 | 5 000 000  | 2024.06.30.       |
| 34                     | David Nemeth       | AUT        | Kismarton                 | 2001. március 18. (24 éves)    | Utánpótlásból került fel | 4 000 000  | 2024.06.30.       |
| 42                     | Alexander Hack     | GER        | Memmingen                 | 1993. szeptember 8. (31 éves)  | Utánpótlásból került fel | 2 500 000  | 2024.06.30.       |
| Középpályások          |                    |            |                           |                                |                          |            |                   |
| 5                      | Jean-Paul Boëtius  | NED · SUR  | Rotterdam                 | 1994. március 22. (30 éves)    | Feyenoord                | 5 000 000  | 2022.06.30.       |
| 6                      | Anton Stach        | GER        | Buchholz in der Nordheide | 1998. november 15. (26 éves)   | SpVgg Greuther Fürth     | 4 000 000  | 2024.06.30.       |
| 7                      | I Dzseszong        | KOR        | Ulszan                    | 1992. augusztus 10. (32 éves)  | Holstein Kiel            | 3 500 000  | 2024.06.30.       |
| 8                      | Leandro Barreiro   | LUX · POR  | Erpeldingen               | 2000. január 3. (25 éves)      | Utánpótlásból került fel | 11 000 000 | 2024.06.30.       |
| 22                     | Kevin Stöger       | AUT        | Steyr                     | 1993. augusztus 27. (31 éves)  | Fortuna Düsseldorf       | 2 300 000  | 2022.06.30.       |
| 24                     | Merveille Papela   | GER        | Mainz                     | 2001. január 18. (24 éves)     | Utánpótlásból került fel | 400 000    | 2023.06.30.       |
| 25                     | Niklas Tauer       | GER        | Mainz                     | 2001. február 17. (24 éves)    | Utánpótlásból került fel | 1 000 000  | 2023.06.30.       |
| 31                     | Dominik Kohr       | GER        | Trier                     | 1994. január 31. (31 éves)     | Eintracht Frankfurt      | 6 000 000  | 2022.06.30.       |
| Támadók                |                    |            |                           |                                |                          |            |                   |
| 9                      | Karim Onisiwo      | AUT        | Bécs                      | 1992. március 17. (33 éves)    | SV Mattersburg           | 3 500 000  | 2024.06.30.       |
| 11                     | Marcus Ingvartsen  | DEN        | Farum                     | 1996. január 4. (29 éves)      | 1. FC Union Berlin       | 3 000 000  | 2022.06.30.       |
| 26                     | Paul Nebel         | GER        | Bad Nauheim               | 2002. október 10. (22 éves)    | Utánpótlásból került fel | 1 300 000  | 2024.06.30.       |
| 28                     | Szalai Ádám        | HUN        | Budapest                  | 1987. december 9. (37 éves)    | TSG 1899 Hoffenheim      | 800 000    | 2022.06.30.       |
| 29                     | Jonathan Burkardt  | GER        | Darmstadt                 | 2002. július 11. (22 éves)     | Utánpótlásból került fel | 17 000 000 | 2024.06.30.       |
| 37                     | Delano Burgzorg    | NED · SUR  | Amszterdam                | 1998. november 7. (26 éves)    | Heracles Almelo          | 750 000    | 2022.06.30.       |
| Kölcsönadott játékosok |                    |            |                           |                                |                          |            |                   |
| Név                    | Poszt              | Nemzetiség | Születési hely            | Születési idő (kor)            | Kölcsönben itt           | Érték (€)  | Kölcsön lejárta   |
| Ronaël Pierre-Gabriel  | védő               | FRA        | Párizs                    | 1998. június 13. (26 éves)     | Stade Brestois 29        | 4 000 000  | 2022.06.30.       |
| Luca Kilian            | védő               | GER        | Witten                    | 1999. szeptember 1. (25 éves)  | 1. FC Köln               | 2 500 000  | 2022.06.30.       |
| Dimitri Lavalée        | védő               | BEL        | Soumagne                  | 1997. január 13. (28 éves)     | K Sint-Truidense VV      | 700 000    | 2022.06.30.       |
| Jonathan Meier         | védő               | GER        | München                   | 1999. november 11. (25 éves)   | FC Hansa Rostock         | 600 000    | 2022.06.30.       |
| Edimilson Fernandes    | középpályás        | SWI · POR  | Sion                      | 1996. április 15. (28 éves)    | Arminia Bielefeld        | 2 800 000  | 2022.06.30.       |
| Issah Abass            | támadó             | GHA        | Asokwa                    | 1998. szeptember 26. (26 éves) | HNK Rijeka               | 1 000 000  | 2022.06.30.       |
| Marlon Mustapha        | támadó             | AUT        | Bécs                      | 2001. május 24. (23 éves)      | FC Admira Wacker Mödling | 700 000    | 2022.06.30.       |

## Jelentős játékosok
- Szirusz Din-Mohammadi
- Manuel Friedrich
- Emil Kostadinov
- Mohammed Zídán
- Andrij Voronyin
- Elkin Soto
- Félix Borja
- Szalai Ádám
- Jürgen Klopp
- Loris Karius

## Sikerek
- Német amatőr bajnok (1): 1982
- UEFA fair-play díjazott(1): 2005

## Stadion
Az 1. FSV Mainz 05 stadionja a 34 034 fős Coface Arena, melyet 2011-ben építettek. Előtte Stadion am Bruchweget használták, amely 1929-ben épült.